# ناو کلاس باهیا
کروزر کلاس باهیا (به انگلیسی: Bahia-class cruiser) یک کلاس از کشتی است که طول آن ۱۲۲٫۳۸ متر (۴۰۱٫۵ فوت) می‌باشد. این کلاس از کشتی در سال ۱۹۰۹ ساخته شد.